# Войцехувка (гміна Промна)
Войцехувка (пол. Wojciechówka) — село в Польщі, у гміні Промна Білобжезького повіту Мазовецького воєводства.
У 1975-1998 роках село належало до Радомського воєводства.